# (33421) Byronxu
1999 CN118 (asteroide 33421) é um asteroide da cintura principal. Possui uma excentricidade de 0.13971100 e uma inclinação de 1.15138º.
Este asteroide foi descoberto no dia 13 de fevereiro de 1999 por LINEAR em Socorro.